# Hedyotis coprosmoides
Hedyotis coprosmoides là một loài thực vật có hoa trong họ Thiến thảo. Loài này được Trimen mô tả khoa học đầu tiên năm 1885.